# 0438
0438 è il prefisso telefonico del distretto di Conegliano, appartenente al compartimento di Venezia.
Il distretto comprende la parte nord-orientale della provincia di Treviso, ed è l'unico prefisso telefonico in Italia a terminare con la cifra "38". Confina con i distretti di Belluno (0437) a nord, di Pordenone (0434) a est, di Treviso (0422) a sud e di Montebelluna (0423) a ovest.

## Aree locali e comuni
Il distretto di Conegliano comprende 27 comuni compresi nelle 3 aree locali di Conegliano (ex settori di Conegliano e Orsago), Pieve di Soligo e Vittorio Veneto .
- Area locale di Conegliano:

Codognè, Colle Umberto, Conegliano, Cordignano, Godega di Sant'Urbano, Mareno di Piave, Orsago, San Fior, San Pietro di Feletto, San Vendemiano, Santa Lucia di Piave, Susegana, Vazzola e la località Arneroni  (facente parte del territorio comunale di Fontanelle, Comune rientrante nel distretto di Treviso, 0422);
- Area locale di Pieve di Soligo:

Cison di Valmarino (ad eccezione della località Passo San Boldo , rientrante nel distretto di Belluno, 0437), Farra di Soligo, Follina (esclusa la località Praderadego , rientrante nel distretto di Belluno, 0437), Miane, Moriago della Battaglia, Pieve di Soligo, Refrontolo, Sernaglia della Battaglia;
- Area locale di Vittorio Veneto:

Cappella Maggiore, Fregona, Revine Lago, Sarmede, Tarzo, Vittorio Veneto e la località Pian del Cansiglio  (divisa fra i comuni di Alpago e Tambre, rientranti nel distretto di Belluno, 0437);